# Paul Raymond (uitgever)
Paul Raymond (pseudoniem van Geoffrey Anthony Quinn, 15 november 1925 - 2 maart 2008) was een Brits uitgever, die vooral bekend werd vanwege zijn activiteiten in de porno-industrie.
Raymond begon in de jaren 50 in de Londense wijk Soho als eerste met een bar waar live striptease te bewonderen was. Raymond groeide uiteindelijk uit tot Koning van Soho en gaf ook meerdere pikante tijdschriften uit.
Als ondernemer in het pornowezen en als handelaar in onroerend goed werd Raymond een van de rijkste mannen van zijn land. Zijn nalatenschap werd op circa 850 miljoen euro geschat.
- Bibliothèque nationale de France: cb17071060p (data)
- Library of Congress Control Number: no2010141693
- MusicBrainz: 88f342ff-774c-4627-884d-0ad42b149070
- Virtual International Authority File: 152860042
- WorldCat: E39PBJc7XjYkbGJYfBf8G7FFrq